# 통영 매물도 후박나무
통영 매물도 후박나무(統營 每勿島 후박나무)는 대한민국 경상남도 통영시 한산면 매죽리, 매물도에 있는 후박나무이다. 1998년 11월 13일 경상남도의 기념물 제214호로 지정되었다.

## 개요
후박나무는 일본, 대만, 중국에 분포하며 우리나라에서는 울릉도와 제주도 및 남쪽 섬에서 자란다. 주로 해안을 따라 자라며 나무의 껍질은 약재로 쓰인다. 나무가 웅장하고 아름다워서 정원수, 공원수 등에 이용되며 바람을 막아주는 방풍용으로도 심어지고 있다.
매물도 후박나무의 나이는 300년 정도로 추정되며 높이는 22m, 가슴둘레 3.90m이다. 전하는 말에 의하면, 나무 옆에 있는 바위와 함께 마을을 지켜주고 보호해주는 당산목으로 섬겨져 왔으며, 마을의 젊은이들은 군에 입대할 때나 멀리 다른 고장으로 갈 때는 이 나무 밑에 와서 무사하기를 기원하였다고 한다.
통영 매물도 후박나무는 오랜 세월동안 조상들의 관심과 보살핌 속에 살아 왔으며 민속적 가치가 인정되어 기념물로 지정하여 보호하고 있다.

## 같이 보기
- 매물도

## 참고 문헌
- 통영 매물도 후박나무 - 국가유산청 국가유산포털